# Asterisk (singolo)
Asterisk (＊〜アスタリスク〜?, Asuterisuku), reso graficamente come *~Asterisk è un brano musicale del gruppo giapponese Orange Range, pubblicato come loro decimo singolo il 23 febbraio 2005, ed estratto dall'album Natural. Il brano è stato utilizzato come prima sigla dell'anime Bleach, dal primo al venticinquesimo episodio. Il singolo è arrivato alla prima posizione della classifica Oricon dei singoli più venduti in Giappone ed è stato nella top 20 per ventidue settimane, vendendo 628 329 copie e diventando il quinto singolo più venduto del 2005.

## Tracce
CD Singolo SRCL-5885
1. * ~Asterisk~ (＊～アスタリスク～)
2. Mission in Daisakusen (ミッション in 大作戦)
3. Spiral (スパイラル)
4. * ~Asterisk~ (Romantic Ver.) (＊~アスタリスク~ ロマンティックVer.)

## Classifiche
| Classifica (2005) | Posizione più alta |
| ----------------- | ------------------ |
| Giappone (Oricon) | 1                  |